# Баранов, Михаил Валерианович
Михаил Валерианович Баранов (21 мая 1878 — 20 декабря 1937) — генерал-майор Российской императорской армии; участник Первой мировой войны и Гражданской войны в России; кавалер шести орденов (в том числе ордена Святого Георгия 4-й степени). После Октябрьской революции добровольно поступил на службу в Рабоче-крестьянскую Красную армию. В 1937 году был репрессирован.

## Биография
Родился 21 мая 1878 года в Новгороде в дворянской семье генерал-лейтенанта Валериана Михайловича Баранова.
В 1897 году окончил Михайловское артиллерийское училище. По состоянию на 1 января 1909 года служил в лейб-гвардии 1-й артиллерийской бригаде в чине штабс-капитана. Окончил Офицерскую артиллерийскую школу. Участвовал в Первой мировой войне. По состоянию на 28 октября 1914 года служил в чине капитана в той же артиллерийской бригаде. 13 февраля 1915 года был назначен на должность командующего 2-й батареей лейб-гвардии тяжёлого артиллерийского дивизиона, по состоянию на 22 марта того же года находился в той же должности. 22 декабря 1916 года получил чин полковника, с формулировкой «на вакансию» и со старшинством с того же дня. 22 июля 1917 года получил чин генерал-майора, со старшинством с 22 марта 1917 года.
За отличия в боях 22 и 23 августа 1915 года, 27 июля 1916 года был награждён орденом Святого Георгия 4-й степени.
После Февральской революции, оставался в Российской республике. Принимал участие Гражданской войне в России, на стороне Красной армии. В августе 1919 года был назначен инспектором артиллерии на Восточном фронте. Принимал участие в подавлении Кронштадтского восстания 1921 года. Позже был назначен начальником артиллерии Петроградского военного округа, был специальным порученцем Революционного военного совета.
По состоянию на 1930 год был преподавателем военного отдела в Лесном институте. Был арестован по так называемому делу «Весна», с января по май 1930 года находился под стражей, однако затем был освобожден без предъявления обвинения. Руководил военной подготовкой студентов Лесотехнической академии и с октября 1931 года — ЛМСИ, а с 1934 года — Ленинградского индустриального института (ЛИИ). Был автором многочисленных трудов по истории Гражданской войны в России, за что был неоднократно поощрен. Состоял в резерве комсостава Ленинградского военного округа. 1 августа 1937 года получил предписание отбыть в распоряжение начальника Военно-политического управления округа. Жил в Ленинграде, где работал военруком ЛИИ.
15 сентября 1937 года исполняющий обязанности заместителя директора ЛИИ, подписал характеристику Михаила Баранова в которой вопреки всем фактам и прежним аттестациям, указывалось, то что Баранов подбирал военных преподавателей из сослуживцев по старой армии, которые не сумели подняться до современных задач в постановке военной подготовки учащихся, а также «был личным другом бандита Тухачевского и свою близкую связь с ним в институте всячески рекламировал». Был арестован 2 октября 1937 года органами НКВД. Баранову было предъявлено следующие обвинение «являлся участником военно-офицерской организации „Русского Обще-Воинского Союза“ (РОВС) и по заданию контрразведывательной организации проводил шпионскую работу в пользу Германии». Был расстрелян 20 декабря 1937 года в Ленинграде.

## Награды
Михаил Валерианович Баранов был награждён следующими наградами:
- Орден Святого Георгия 4-й степени (27 июля 1916) — «за то, что в бою 22-го и 23-го июля 1915 года при защите дефиле между „Коровьим болотом“ и озером Великим, находясь на наблюдательном пункте на линии цепей пехоты, под действительным огнем, как ружейным так и тяжелой артиллерии, противника, в то время, когда легкие батареи переходили на тыловые позиции, остался на старой позиции и огнем своей батареи остановил упорное наступление немцев и тем помог своей пехоте занять д. Верещин»;
- Орден Святого Владимира 3-й степени с мечами (7 апреля 1916);
- Орден Святого Владимира 4-й степени с мечами и бантом (28 октября 1914)
- Орден Святой Анны 2-й степени (дата награждения орденом неизвестна) с мечами (2 мая 1915);
- Орден Святой Анны 3-й степени (дата награждения орденом неизвестна) с мечами и бантом (22 декабря 1916);
- Орден Святого Станислава 2-й степени (дата награждения орденом неизвестна) с мечами (12 февраля 1915).